# Dennis Johnsen
Pour les articles homonymes, voir Johnsen.
Dennis Johnsen, né le 17 février 1998 à Skien en Norvège, est un footballeur international norvégien qui joue au poste d'ailier gauche à l'US Cremonese.

## Biographie

### Ajax Amsterdam
Passé par les centres de formation du Rosenborg BK et du SC Heerenveen, Dennis Johnsen rejoint en 2017 l'Ajax Amsterdam avec qui il fait ses débuts en professionnel. Il joue son premier match d'Eredivisie le 26 novembre 2017 en remplaçant Justin Kluivert, lors de la victoire de l'Ajax face à Roda JC (5-1).

### SC Heerenveen
En manque de temps de jeu, Dennis Johnsen est prêté le 29 janvier 2019 jusqu'à la fin de la saison au SC Heerenveen, club dans lequel il a déjà évolué avant dans les équipes de jeunes. Il joue son premier match pour Heerenveen le 2 février suivant face au Vitesse Arnhem (2-2). En tout il joue 13 matchs pour Heerenveen.

### PEC Zwolle
Le 7 mai 2019 est annoncé le transfert de Dennis Johnsen au PEC Zwolle, en prêt pour la saison 2019-2020. Il joue son premier match sous ses nouvelles couleurs lors de la première journée de championnat face au Willem II Tilburg. Il est titulaire et son équipe s'incline sur le score de trois buts à un ce jour-là. Le 30 août suivant il inscrit son premier but, lors de la victoire en championnat contre le FC Emmen (1-3).

### Venise FC
Le 25 août 2020 Dennis Johnsen quitte cette fois définitivement l'Ajax Amsterdam pour s'engager jusqu'en juin 2024 avec le Venise FC, club de Serie B,. 
Il joue son premier match sous ses nouvelles couleurs le 30 septembre 2020, face au Carrarese Calcio 1908 en Coupe d'Italie. Il se fait remarquer ce jour-là en inscrivant ses deux premiers buts pour Venise, permettant à son équipe de s'imposer (2-0). Dès sa première saison il participe à la montée du club en première division, le club retrouvant l'élite 19 ans après l'avoir quitté en sortant vainqueur des barrages,.
Le 8 mai 2022, Johnsen inscrit son premier but en Serie A, face au Bologne FC. Entré en jeu à la place de Ridgeciano Haps, Johnsen donne la victoire à son équipe en marquant dans le temps additionnel (4-3 score final).

### US Cremonese
Le 1er février 2024, lors du mercato hivernal, Dennis Johnsen rejoint l'US Cremonese. Il signe un contrat courant jusqu'en juin 2027.
Johnsen marque son premier but pour l'US Cremonese le 27 février 2024, lors d'une rencontre de championnat face à la Sampdoria de Gênes. Titulaire, il ouvre le score au bout de cinq minutes de jeu et contribue à la victoire de son équipe par deux buts à un.

### En sélection
Dennis Johnsen joue son premier match avec l'équipe de Norvège espoirs le 5 septembre 2017, face à Israël. Il entre en jeu ce jour-là et les deux équipes se séparent sur un match nul et vierge (0-0).
Le 27 mars 2018, avec les espoirs, il se met en évidence en délivrant trois passes décisives, contre Israël. Ce match gagné 1-3 rentre dans le cadre des éliminatoires de l'Euro espoirs 2019. Lors de l'année 2019, il inscrit deux buts avec les espoirs, lors de matchs amicaux contre la Russie (défaite 5-1) et le Danemark (victoire 2-3).